# Rugby 7 masculino en los Juegos Asiáticos 2014
El Rugby 7 en los Juegos Asiáticos de 2014 se jugó entre el 30 de septiembre y el 2 de octubre de 2014 en el Namdong Asiad Rugby Field, participaron 12 selecciones de Asia.
Japón venció en la final a Hong Kong para ganar la medalla de oro.

## Resultados

### Grupo A
| Pos | Países         | Partidos | Partidos | Partidos | Partidos | Tantos | Tantos | Tantos | Pts |
| Pos | Países         | J        | G        | E        | P        | PF     | PC     | DP     | Pts |
| --- | -------------- | -------- | -------- | -------- | -------- | ------ | ------ | ------ | --- |
| 1   | Japón          | 3        | 3        | 0        | 0        | 192    | 0      | +192   | 9   |
| 2   | Tailandia      | 3        | 2        | 0        | 1        | 63     | 76     | -13    | 7   |
| 3   | Malasia        | 3        | 1        | 0        | 2        | 65     | 74     | -9     | 5   |
| 4   | Arabia Saudita | 3        | 0        | 0        | 3        | 5      | 175    | -170   | 3   |

### Grupo B
| Pos | Países    | Partidos | Partidos | Partidos | Partidos | Tantos | Tantos | Tantos | Pts |
| Pos | Países    | J        | G        | E        | P        | PF     | PC     | DP     | Pts |
| --- | --------- | -------- | -------- | -------- | -------- | ------ | ------ | ------ | --- |
| 1   | Hong Kong | 3        | 3        | 0        | 0        | 131    | 5      | +126   | 9   |
| 2   | China     | 3        | 2        | 0        | 1        | 72     | 33     | +39    | 7   |
| 3   | Filipinas | 3        | 1        | 0        | 2        | 73     | 59     | +14    | 5   |
| 4   | Pakistán  | 3        | 0        | 0        | 3        | 0      | 179    | -179   | 3   |

### Grupo C
| Pos | Países        | Partidos | Partidos | Partidos | Partidos | Tantos | Tantos | Tantos | Pts |
| Pos | Países        | J        | G        | E        | P        | PF     | PC     | DP     | Pts |
| --- | ------------- | -------- | -------- | -------- | -------- | ------ | ------ | ------ | --- |
| 1   | Corea del Sur | 3        | 3        | 0        | 0        | 94     | 31     | +63    | 9   |
| 2   | Sri Lanka     | 3        | 2        | 0        | 1        | 90     | 28     | +62    | 7   |
| 3   | China Taipéi  | 3        | 1        | 0        | 2        | 73     | 64     | +9     | 5   |
| 4   | Líbano        | 3        | 0        | 0        | 3        | 12     | 146    | -134   | 3   |

#### Noveno puesto
|  | Bowl           | Bowl           | Bowl   |        |         | Noveno puesto   | Noveno puesto   | Noveno puesto   |  |
|  |                |                |        |        |         |                 |                 |                 |  |
|  |                |                |        |        |         |                 |                 |                 |  |
|  | Malasia        | Malasia        | 36     |        |         |                 |                 |                 |  |
|  | Malasia        | Malasia        | 36     |        |         |                 |                 |                 |  |
|  | Pakistán       | Pakistán       | 0      |        |         |                 |                 |                 |  |
|  | Pakistán       | Pakistán       | 0      |        | Malasia | Malasia         | 35              |                 |  |
|  |                |                |        |        | Malasia | Malasia         | 35              |                 |  |
|  |                |                | Líbano | Líbano | 5       |                 |                 |                 |  |
|  | Líbano         | Líbano         | Líbano | Líbano | 5       | 22              |                 |                 |  |
|  | Líbano         | Líbano         |        |        |         | 22              |                 |                 |  |
|  | Arabia Saudita | Arabia Saudita | 7      |        |         | Undécimo puesto | Undécimo puesto | Undécimo puesto |  |
|  | Arabia Saudita | Arabia Saudita | 7      |        |         | Undécimo puesto | Undécimo puesto | Undécimo puesto |  |
|  |                |                |        |        |         |                 |                 |                 |  |
|  |                |                |        |        |         | Pakistán        | Pakistán        | 12              |  |
|  |                |                |        |        |         | Pakistán        | Pakistán        | 12              |  |
|  |                |                |        |        |         | Arabia Saudita  | Arabia Saudita  | 7               |  |
|  |                |                |        |        |         | Arabia Saudita  | Arabia Saudita  | 7               |  |
|  |                |                |        |        |         |                 |                 |                 |  |

#### Quinto puesto
|  | Copa de plata | Copa de plata | Copa de plata |       |           | Quinto puesto  | Quinto puesto  | Quinto puesto  |  |
|  |               |               |               |       |           |                |                |                |  |
|  |               |               |               |       |           |                |                |                |  |
|  | Filipinas     | Filipinas     | 45            |       |           |                |                |                |  |
|  | Filipinas     | Filipinas     | 45            |       |           |                |                |                |  |
|  | Tailandia     | Tailandia     | 0             |       |           |                |                |                |  |
|  | Tailandia     | Tailandia     | 0             |       | Filipinas | Filipinas      | 28             |                |  |
|  |               |               |               |       | Filipinas | Filipinas      | 28             |                |  |
|  |               |               | China         | China | 21        |                |                |                |  |
|  | China         | China         | China         | China | 21        | 21             |                |                |  |
|  | China         | China         |               |       |           | 21             |                |                |  |
|  | China Taipéi  | China Taipéi  | 7             |       |           | Séptimo puesto | Séptimo puesto | Séptimo puesto |  |
|  | China Taipéi  | China Taipéi  | 7             |       |           | Séptimo puesto | Séptimo puesto | Séptimo puesto |  |
|  |               |               |               |       |           |                |                |                |  |
|  |               |               |               |       |           | Tailandia      | Tailandia      | 12             |  |
|  |               |               |               |       |           | Tailandia      | Tailandia      | 12             |  |
|  |               |               |               |       |           | China Taipéi   | China Taipéi   | 10             |  |
|  |               |               |               |       |           | China Taipéi   | China Taipéi   | 10             |  |
|  |               |               |               |       |           |                |                |                |  |

#### Fase final
|  | Cuartos de final | Cuartos de final | Cuartos de final |               |           | Semifinales | Semifinales | Semifinales |               |               | Copa         | Copa         | Copa |  |
|  |                  |                  |                  |               |           |             |             |             |               |               |              |              |      |  |
|  |                  |                  |                  |               |           |             |             |             |               |               |              |              |      |  |
|  | Hong Kong        | Hong Kong        | 21               |               |           |             |             |             |               |               |              |              |      |  |
|  | Hong Kong        | Hong Kong        | 21               |               |           |             |             |             |               |               |              |              |      |  |
|  | Filipinas        | Filipinas        | 0                |               |           |             |             |             |               |               |              |              |      |  |
|  | Filipinas        | Filipinas        | 0                |               | Hong Kong | Hong Kong   | 15          |             |               |               |              |              |      |  |
|  |                  |                  |                  |               | Hong Kong | Hong Kong   | 15          |             |               |               |              |              |      |  |
|  |                  |                  | Corea del Sur    | Corea del Sur | 7         |             |             |             |               |               |              |              |      |  |
|  | Corea del Sur    | Corea del Sur    | Corea del Sur    | Corea del Sur | 7         | 31          |             |             |               |               |              |              |      |  |
|  | Corea del Sur    | Corea del Sur    |                  |               |           |             |             |             |               |               |              |              |      |  |
|  | Tailandia        | Tailandia        | 12               |               |           |             |             |             |               |               |              |              |      |  |
|  | Tailandia        | Tailandia        | 12               |               |           |             |             |             |               | Hong Kong     | Hong Kong    | 12           |      |  |
|  |                  |                  |                  |               |           |             |             |             |               | Hong Kong     | Hong Kong    | 12           |      |  |
|  |                  |                  | Japón            | Japón         | 24        |             |             |             |               |               |              |              |      |  |
|  | Sri Lanka        | Sri Lanka        | Japón            | Japón         | 24        | 24          |             |             |               |               |              |              |      |  |
|  | Sri Lanka        | Sri Lanka        |                  |               |           |             |             |             |               |               |              |              |      |  |
|  | China            | China            | 19               |               |           |             |             |             |               |               |              |              |      |  |
|  | China            | China            | 19               |               | Sri Lanka | Sri Lanka   | 0           |             |               | Tercer lugar  | Tercer lugar | Tercer lugar |      |  |
|  |                  |                  |                  |               | Sri Lanka | Sri Lanka   | 0           |             |               | Tercer lugar  | Tercer lugar | Tercer lugar |      |  |
|  |                  |                  | Japón            | Japón         | 40        |             |             |             |               |               |              |              |      |  |
|  | Japón            | Japón            | Japón            | Japón         | 40        | 57          |             |             | Corea del Sur | Corea del Sur | 17           |              |      |  |
|  | Japón            | Japón            |                  |               |           |             |             |             | Corea del Sur | Corea del Sur | 17           |              |      |  |
|  | China Taipéi     | China Taipéi     | 0                |               |           |             |             |             |               |               | Sri Lanka    | Sri Lanka    | 14   |  |
|  | China Taipéi     | China Taipéi     | 0                |               |           |             |             |             |               |               | Sri Lanka    | Sri Lanka    | 14   |  |
|  |                  |                  |                  |               |           |             |             |             |               |               |              |              |      |  |